# 瀬棚郡
- 令制国一覧 > 北海道 (令制) > 後志国 > 瀬棚郡
- 日本 > 北海道 > 檜山振興局 > 瀬棚郡

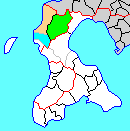
北海道瀬棚郡の位置（緑：今金町 薄青：後に他郡から編入した区域 薄黄・薄青：後に他郡に編入された区域）

瀬棚郡（せたなぐん）は、北海道（後志国）檜山振興局の郡。
人口4,377人、面積568.25km²、人口密度7.7人/km²。（2025年6月30日、住民基本台帳人口）
以下の1町を含む。
- 今金町（いまかねちょう）

## 郡域
1879年（明治12年）に行政区画として発足した当時の郡域は、上記1町に久遠郡せたな町の一部（瀬棚区および北檜山区のうち北檜山区兜野・北檜山区愛知以北）を加えた区域にあたる。

## 歴史

### 郡発足までの沿革
江戸時代、瀬棚郡域は和人地となる。松前藩によってセタナイ場所が開かれていた。
陸上交通は、渡島国から天塩国増毛郡への道のりの途上であったが、北の島牧郡へは狩場山･茂津多岬が難所となって陸路が途絶えて舟に頼っており、安政年間に江差の商人鈴鹿甚右衛門と津軽の商人松前屋庄兵衛らが私費を投じ須築（現在の久遠郡せたな町）からコタニシ（現在の島牧郡島牧村原歌のあたり）に至る狩場山道（国道229号の前身）を開削し通年の陸路での移動を可能とした。
江戸時代後期の文化4年には瀬棚郡域は天領とされたが、文政4年には松前藩の元に戻された。また、郡域内（旧瀬棚町）の事比羅神社は天保9年よりも前の創建である。安政2年再び天領となり津軽藩が警固をおこなった。戊辰戦争（箱館戦争）終結直後の1869年、大宝律令の国郡里制を踏襲し瀬棚郡が置かれた。

### 郡発足以降の沿革
- 明治2年

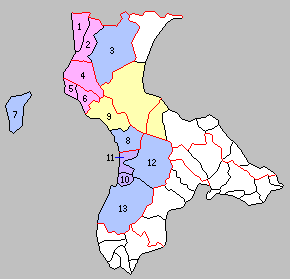
北海道一・二級町村制施行時の瀬棚郡の町村（1.瀬棚村 2.東瀬棚村 3.利別村 桃：久遠郡せたな町 青：区域が発足時と同じ町村）

  - 8月15日（1869年9月20日） - 北海道で国郡里制が施行され、後志国および瀬棚郡が設置される。開拓使が管轄。
  - 9月14日（1869年10月18日） - 兵部省の管轄となる（北海道の分領支配）。
- 明治3年1月5日（1870年2月5日） - 斗南藩の領地となる（同上）。
- 明治4年8月20日（1871年10月4日） - 廃藩置県により再び全域が開拓使の管轄となる。
- 明治5年
  - 4月9日（1872年5月15日） - 全国一律に戸長・副戸長を設置（大区小区制）。
  - 10月10日（1872年11月10日） - 4月に設置された区を大区と改称し、その下に旧来の町村をいくつかまとめて小区を設置（大区小区制）。
- 明治9年（1876年）9月 - 従来開拓使において随意定めた大小区画を廃し、新たに全道を30の大区に分ち、大区の下に166の小区を設けた。

- 第8大区
  - 1小区 ： 島歌村、虻羅村、中歌村、梅花都村、瀬棚村

- 明治12年（1879年）7月23日 - 郡区町村編制法の北海道での施行により、行政区画としての瀬棚郡が発足。
- 明治13年（1880年）1月 - 久遠郡外三郡役所（久遠奥尻太櫓瀬棚郡役所）の管轄となる。
- 明治15年（1882年）2月8日 - 廃使置県により函館県の管轄となる。
- 明治19年（1886年）
  - 1月26日 - 廃県置庁により北海道庁函館支庁の管轄となる。
  - 12月 - 函館支庁が廃止。
- 明治24年（1891年）3月 - 檜山郡外五郡役所（檜山爾志久遠奥尻太櫓瀬棚郡役所）の管轄となる。
- 明治30年（1897年）11月5日 - 郡役所が廃止され、檜山支庁の管轄となる。
- 明治35年（1902年）4月1日 - 北海道二級町村制の施行により、瀬棚村、梅花都村、中歌村、虻羅村及び島歌村の区域をもって瀬棚村（二級村）が発足。同年、瀬棚村の区域から東瀬棚村及び利別村が分立する。（3村）
- 明治39年（1906年）4月1日 - 北海道二級町村制の施行により、東瀬棚村、利別村が二級村、単独村制となる。
- 大正8年（1919年）4月1日 - 瀬棚村が北海道一級町村制を施行。
- 大正10年（1921年）1月1日 - 瀬棚村が町制施行して瀬棚町（一級町）となる。（1町2村）
- 昭和3年（1929年）4月1日 - 利別村が北海道一級町村制を施行。
- 昭和18年（1943年）6月1日 - 北海道一・二級町村制が廃止され、北海道で町村制を施行。二級町村は指定町村となる。
- 昭和21年（1946年）10月5日 - 指定町村を廃止。
- 昭和22年（1947年）
  - 5月3日 - 地方自治法の施行により北海道檜山支庁の管轄となる。
  - 10月1日 - 利別村が町制施行・改称して今金町となる。（2町1村）
- 昭和28年（1953年）10月1日 - 東瀬棚村が町制施行して東瀬棚町となる。（3町）
- 昭和30年（1955年）4月1日 - 東瀬棚町が太櫓郡太櫓村と合併して北檜山町が発足。（3町）
- 平成17年（2005年）9月1日 - 北檜山町・瀬棚町が久遠郡大成町と合併して久遠郡せたな町が発足し、郡より離脱。（1町）
- 平成22年（2010年）4月1日 - 檜山支庁が廃止され、檜山振興局の管轄となる。